# نيك نولز
نيك نولز (بالإنجليزية: Nicki Knowles)‏ هو مذيع بريطاني، ولد في 21 سبتمبر 1962 في Southall ‏ في المملكة المتحدة.

## وصلات خارجية
- الموقع الرسمي
- نيك نولز على موقع IMDb (الإنجليزية)
- نيك نولز على موقع قاعدة بيانات الفيلم (الإنجليزية)